# André Wiechmann
André Wiechmann (* 7. Januar 1970) ist ein deutscher Badmintonspieler.

## Karriere
André Wiechmann gewann durch alle Nachwuchsaltersklassen hindurch zahlreiche Medaillen bei DDR-Meisterschaften. Nach seinem Wechsel von Post Güstrow zu Einheit Greifswald sammelte er auch noch einige Medaillen bei den Erwachsenen in den letzten zwei Jahren des Bestehens der DDR, unter anderem die DDR-Meistertitel im Herrendoppel 1989 und 1990.

## Sportliche Erfolge
| Saison    | Veranstaltung                                          | Disziplin    | Platz | Name |
| --------- | ------------------------------------------------------ | ------------ | ----- | --- |
| 1981/1982 | DDR-Einzelmeisterschaft AK 10/11                       | Herreneinzel | 2     | André Wiechmann (Post Güstrow) |
| 1981/1982 | DDR-Einzelmeisterschaft AK 10/11                       | Herrendoppel | 1     | André Wiechmann / Torsten Ehrlich (Post Güstrow / Union Mühlhausen) |
| 1981/1982 | DDR-Einzelmeisterschaft AK 10/11                       | Mixed        | 1     | André Wiechmann / Jeanette Klinke (Post Güstrow / Gaselan Fürstenwalde) |
| 1982/1983 | DDR-Einzelmeisterschaft AK 12/13                       | Herrendoppel | 3     | Torsten Ehrlich / André Wiechmann (Union Mühlhausen / LMB Güstrow) |
| 1983/1984 | DDR-Einzelmeisterschaft AK 12/13                       | Herreneinzel | 1     | André Wiechmann (LMB Güstrow) |
| 1983/1984 | DDR-Einzelmeisterschaft AK 12/13                       | Herrendoppel | 2     | Torsten Ehrlich / André Wiechmann (Union Mühlhausen / LMB Güstrow) |
| 1983/1984 | DDR-Einzelmeisterschaft AK 12/13                       | Mixed        | 3     | André Wiechmann / Jeanette Klinke (LMB Güstrow / Gaselan Fürstenwalde) |
| 1984/1985 | DDR-Einzelmeisterschaft AK 14/15                       | Herrendoppel | 3     | Torsten Ehrlich / André Wiechmann (Union Mühlhausen / LMB Güstrow) |
| 1985/1986 | DDR-Einzelmeisterschaft AK 14/15                       | Herreneinzel | 3     | André Wiechmann (LMB Güstrow) |
| 1985/1986 | DDR-Einzelmeisterschaft AK 14/15                       | Mixed        | 1     | André Wiechmann / Anett Lorenz (LMB Güstrow / Union Mühlhausen) |
| 1985/1986 | DDR-Einzelmeisterschaft AK 16/17                       | Mixed        | 2     | André Wiechmann / Annett Lorenz (LMB Güstrow / Union Mühlhausen) |
| 1985/1986 | DDR-Einzelmeisterschaft AK 14/15                       | Herrendoppel | 1     | André Wiechmann / Torsten Ehrlich (LMB Güstrow / Union Mühlhausen) |
| 1986/1987 | DDR-Mannschaftsmeisterschaft Jugend                    | Mannschaft   | 1     | Einheit Greifswald (Mike Joseph, Jens Thonack, Sandra Kraft, Teschke, André Wiechmann) |
| 1986/1987 | DDR-Einzelmeisterschaft AK 16/17                       | Mixed        | 3     | André Wiechmann / Sandra Kraft (Einheit Greifswald) |
| 1986/1987 | DDR-Einzelmeisterschaft AK 16/17                       | Herrendoppel | 3     | Jörg Hutzler / André Wiechmann (Wismut Karl-Marx-Stadt / Einheit Greifswald) |
| 1987/1988 | DDR-Einzelmeisterschaft AK 16/17                       | Herrendoppel | 1     | Jörg Hutzler / André Wiechmann (Wismut Karl Marx Stadt / Einheit Greifswald) |
| 1987/1988 | DDR-Einzelmeisterschaft AK 16/17                       | Mixed        | 1     | André Wiechmann / Sandra Kraft (Einheit Greifswald) |
| 1987/1988 | DDR-Einzelmeisterschaft AK 16/17                       | Herreneinzel | 3     | André Wiechmann (Einheit Greifswald) |
| 1988/1989 | DDR-Einzelmeisterschaft                                | Herrendoppel | 1     | Thomas Mundt / André Wiechmann (Einheit Greifswald) |
| 1988/1989 | DDR-Mannschaftsmeisterschaft                           | Mannschaft   | 1     | Einheit Greifswald (Thomas Mundt, André Wiechmann, Mike Joseph, Edgar Michalowski Erfried Michalowsky, Thomas Greeck, Jens Thonack, Joachim Schimpke, Petra Michalowsky, Sandra Kraft, Angela Michalowski) |
| 1989/1990 | DDR: Internationales Werner-Seelenbinder-Gedenkturnier | Herrendoppel | 2     | Erfried Michalowsy / André Wiechmann (Einheit Greifswald) |
| 1989/1990 | DDR-Einzelmeisterschaft                                | Herrendoppel | 1     | Thomas Mundt / André Wiechmann (Einheit Greifswald) |
| 1989/1990 | DDR-Mannschaftsmeisterschaft                           | Mannschaft   | 1     | Einheit Greifswald (Thomas Mundt, Edgar Michalowsky, Erfried Michalowsky, André Wiechmann, Mike Joseph, Petra Michalowsky, Kerstin Bohn)                                                                   |